# Leioproctus chrysostomus
Leioproctus chrysostomus är en biart som först beskrevs av Cockerell 1917.  Leioproctus chrysostomus ingår i släktet Leioproctus och familjen korttungebin. Inga underarter finns listade i Catalogue of Life.